# Karl-Heinz Tritschler
Karl Heinz Tritschler (16 settembre 1949) è un ex arbitro di calcio tedesco.
Ha diretto partite al torneo olimpico di Seul 1988 e arbitrato la finale della Coppa dei Campioni 1988-1989 tra Milan e Steaua Bucarest.